# Ctenophora sibirica
Ctenophora sibirica är en tvåvingeart som beskrevs av Josef Aloizievitsch Portschinsky 1873. Ctenophora sibirica ingår i släktet Ctenophora och familjen storharkrankar. Inga underarter finns listade i Catalogue of Life.